# Lijst van beschermd erfgoed in Waterloo
Onderstaande tabel geeft een overzicht van de beschermde erfgoederen in de gemeente Waterloo. Het beschermd erfgoed maakt deel uit van het cultureel erfgoed in België.
| Object | Bouwjaar/architect | Deelgemeente | Adres                                   | Coördinaten                   | Nummer?                | Afbeelding |
| --- | ------------------ | ------------ | --------------------------------------- | ----------------------------- | ---------------------- | --- |
| Slagveld van de Slag bij Waterloo 1815                                                                        |                    |              |                                         | 50° 40' 5" NB, 4° 23' 22" OL  | 25110-CLT-0001-01 Info | Slagveld van de Slag bij Waterloo 1815                                                                        |
| Koepelvormige tempel bij kerk Saint-Joseph                                                                    |                    |              | Waterloo                                | 50° 43' 3" NB, 4° 23' 51" OL  | 25110-CLT-0003-01 Info | Koepelvormige tempel bij kerk Saint-Joseph                                                                    |
| Totaal van het hoofdgebouw van het Wellington Museum en het ensemble gevormd door het gebouw en zijn omgeving |                    |              | Waterloo                                | 50° 43' 4" NB, 4° 23' 54" OL  | 25110-CLT-0004-01 Info | Totaal van het hoofdgebouw van het Wellington Museum en het ensemble gevormd door het gebouw en zijn omgeving |
| Gevel van het gebouw grenzend aan het Wellington Museum                                                       |                    |              | chaussée de Bruxelles n°145 te Waterloo | 50° 43' 4" NB, 4° 23' 54" OL  | 25110-CLT-0005-01 Info | |
| Domein van Argenteuil                                                                                         |                    |              |                                         | 50° 43' 30" NB, 4° 25' 26" OL | 25110-CLT-0006-01 Info | |
| Sommige gebouwen van het provinciale medisch-opleidingsinstituut                                              |                    |              | 36, drève des Dix mètres, te Waterloo   | 50° 43' 16" NB, 4° 23' 35" OL | 25110-CLT-0008-01 Info | |
| Gedeelte van de hoeve van Mont-Saint-Jean                                                                     |                    |              | chaussée de Charleroi n°591 te Waterloo | 50° 41' 10" NB, 4° 24' 37" OL | 25110-CLT-0010-01 Info | Gedeelte van de hoeve van Mont-Saint-Jean                                                                     |
| Muziekkapel Koningin Elisabeth                                                                                |                    |              |                                         | 50° 43' 8" NB, 4° 24' 56" OL  | 25110-CLT-0011-01 Info | Muziekkapel Koningin Elisabeth                                                                                |
| Zoniënwoud |                    |              |                                         | 50° 43' 48" NB, 4° 25' 10" OL | 25110-CLT-0012-01 Info | Zoniënwoud |

## Uitzonderlijk erfgoed
| Object                                   | Bouwjaar/architect | Deelgemeente | Adres | Coördinaten                   | Nummer?                | Afbeelding                             |
| ---------------------------------------- | ------------------ | ------------ | ----- | ----------------------------- | ---------------------- | -------------------------------------- |
| Slagveld van de Slag bij Waterloo 1815   |                    |              |       | 50° 40' 5" NB, 4° 23' 22" OL  | 25110-PEX-0001-01 Info | Slagveld van de Slag bij Waterloo 1815 |
| Zoniënwoud: gebied van bijzondere waarde |                    |              |       | 50° 43' 48" NB, 4° 25' 10" OL | 25110-PEX-0002-01 Info |                                        |